# Iekaterina Rybolovleva
Iekaterina Dmitrievna Rybolovleva, née le 4 juin 1989 à Perm en Russie, est la fille de l'homme d’affaires russe, également propriétaire de l'AS Monaco, Dmitri Rybolovlev. Coureuse équestre plusieurs fois médaillée, elle est également propriétaire de plusieurs sociétés, parmi lesquelles les îles de Skorpios et de Sparti.

## Biographie
Après quatre années vécues en Russie, Iekaterina Rybolovleva suit sa famille en Suisse, à Genève, où elle apprend le français et se passionne pour les sports hippiques. 
Avec sa jument Éole, elle prend des cours particuliers d'équitation dès l’âge de 11 ans et développe ses compétences.  
Elle participe depuis à de nombreux concours équestres, entraînée par le champion olympique par équipe, l'Anglais Ben Maher.
Entre deux entraînements, elle fait ses études à Cambridge avant de prendre des cours par correspondance à l’Université de Harvard en psychologie et en finance.
Iekaterina et sa sœur Anna font partie du classement Forbes des héritiers les plus riches des milliardaires russes. Selon le journal, la fortune de son père, Dmitri Rybolovlev est estimée à 6,6 milliards de dollars, soit 3,3 milliards de dollars pour chaque enfant.

### Carrière équestre
Elle débute l'équitation à l'âge de 11 ans et a été entraînée par le cavalier britannique et triple champion olympique, Ben Maher.  
Iekaterina Rybolovleva participe le 17 mars 2007 au concours officiel d'Evordes, concours de sauts équestres. Elle y remporte la première épreuve R2/L2. 
Au mois d'août de la même année, elle participe au concours de sauts équestre de Verbier, lors duquel elle se hisse à la troisième position de l’épreuve R3/M’’ d’ouverture.
En 2008, elle remporte avec sa jument Éole Perruques le premier E3/M1 du concours officiel d’Évordes.
Après une première participation en 2009, elle est désignée en décembre 2010 vainqueur du Gucci Masters, en compagnie de Malin Baryard-Johnsson après un numéro disco sur la musique de Boney M., Rasputin. 
En 2011, elle participe de nouveau au Gucci Masters, en compagnie de Kevin Staut, avec un chorégraphie sur Moulin Rouge.
En 2012, elle fait l'acquisition, après de longues négociations, d'une étalon reconnu dans le milieu équestre pour ses performances, Cavisto Z, lors d'une vente aux enchères à l'espace Rozier. La même année, elle accède au podium du Gucci Masters.
En juin 2013, elle participe aux épreuves amateurs du Global Champions Tour, la coupe du monde de saut d'obstacle, où elle remporte la 5e place.
Elle possède plusieurs autres chevaux qu'elle monte en compétition : Uropo, Cherubin van de Helle, Lucky the Man, Obelix du Thot et Celesto Z.

## Acquisitions et propriétés
En 2011, Ekaterina Rybolovleva fait parler d’elle en achetant un appartement de 627 mètres carrés à New York pour 88 millions de dollars (67,7 millions d’euros), un record pour la ville. Cet appartement lui sert de pied à terre dans la ville où elle fait alors ses études de psychologie et de finance.
La même année, un trust agissant dans l'intérêt de Rybolovleva a acheté un manoir à Hawaii, sur la côte nord de Kauai, à Will et Jada Pinkett Smith. À l'époque, la propriété faisait 7 acres. Le trust de Rybolovleva a ajouté un terrain adjacent de 21 acres, quadruplant ainsi la taille de la propriété en bord de mer.
Depuis le rachat par son père de l'AS Monaco, elle est l'une des deux seules femmes, avec Margarita Louis-Dreyfus, propriétaire de l'Olympique de Marseille, qui siègent au Conseil d'administration d'un club de football en France.
En 2013, Iekaterina Rybolovleva rachète à l'héritière grecque Athina Onassis, petite-fille de l'armateur Aristote Onassis et une passionnée d'équitation comme Rybolovleva, les îles de Skorpios et de Sparti par le biais d'une de ses sociétés. Sparti est une île inhabitée à 2 km au nord de Skorpios. Pour Ekaterina, cette acquisition fait figure d'« investissement à long terme » grâce auxquels elle compte développer des « technologies respectueuses de l'environnement ».
Les plans actuels pour l'île comprennent le développement d'un complexe vert d'hébergement de luxe avec une installation multisports, y compris une salle d'équitation olympique, un cinéma, un spa et un grand lac artificiel. Le coût du projet devrait s'élever à 165 millions d'euros.

## Vie privée
Iekaterina Rybolovleva est mariée à un homme d'affaires latino-américain qui est également le plus jeune sénateur uruguayen, Juan Sartori. Ils ont célébré leur mariage sur l'île de Skorpios, qui appartient maintenant à la famille Rybolovlev. Le couple et ses deux enfants, Sasha et Julia, habitent en Uruguay. Le mariage était le deuxième mariage sur l'île privée depuis celui d'Aristote Onassis et Jacqueline Kennedy en 1968. Rybolovleva a rencontré Sartori à Lausanne, alors qu'il étudiait à HEC Lausanne.  
Le couple a deux enfants ensemble et vit en Uruguay, où Sartori est sénateur. En 2019, Sartori a été candidat aux primaires du Parti national pour l'élection présidentielle uruguayenne de 2019 et a obtenu 20 % des voix. Rybolovleva l'a soutenu pendant sa campagne. 
Sartori est l'un des principaux actionnaires de l'équipe de football anglaise de League One Sunderland AFC.

## Mécénat
Rybolovleva a déclaré dans une interview à Paris Match, en mai 2014, qu'elle a créé une fondation destinée au bien-être des enfants, en particulier de ceux en situation de handicap. En juin 2014, elle a organisé un événement sur l'île de Skorpios pour célébrer son 25e anniversaire, que la presse grecque a décrit comme rendant à Skorpios "la gloire des années Onassis".  Au lieu d'accepter des cadeaux pour son anniversaire, Rybolovleva a demandé à ses invités de faire un don à un certain nombre d'organisations caritatives pour enfants à Lefkada, par le biais de sa fondation. Rybolovleva et son père ont fait des dons aux autorités de Lefkada, notamment un bateau pour les garde-côtes et une nouvelle ambulance pour l'hôpital local. 